# 扬·彼得松·斯韦林克
扬·彼得松·斯韦林克（荷蘭語：Jan Pieterszoon Sweelinck, 1562年—1621年10月16日）是一个道地的荷兰人，出生于阿姆斯特丹，在阿姆斯特丹成为城市教堂的管风琴师，最后去世于阿姆斯特丹。荷兰人视他为民族的骄傲，他的雕像和巴赫，贝多芬并立在阿姆斯特丹皇家管弦乐厅的门口。1971年發行的25荷蘭盾紙幣正面為斯韦林克的肖像。斯韦林克使得管风琴摆脱加尔文宗僅只於給有韵诗篇伴奏的地位，成为了极具表现力的乐器。斯韦林克为管风琴创作了大量的技巧性的托卡塔，自由的幻想曲，他的重要成就之一是为管风琴引入了複调的里切尔卡，这是一种声部相互模仿的曲式，写法可以说是赋格的初级形式。此外，他还写了很多圣咏主题的变奏曲。

## 评价
斯韦林克影响了整个北德意志的管风琴家，后来北德的管风琴大师，不是出自他的门下，就是和他的学生很有渊源，他的学生沙因和沙伊特把斯韦林克的管风琴圣咏进一步发展，确立了管风琴在路德教仪式中的地位，而沙伊德曼则把他的幻想曲与圣咏结合。斯韦林克之后的150年左右的德国管风琴音乐，几乎都是在他的创作模式下发展的，从赖因肯、布克斯特胡德、文森特·吕贝克、格奥尔格·伯姆，火炬一直传到老巴赫的手里，在他那里，管风琴音乐达到了空前绝后的高峰，而作曲形式上，仍然有斯韦林克的痕迹，比如圣咏幻想曲，利切卡尔，赋格以及圣咏主题的卡农和变奏曲。